# Scoria

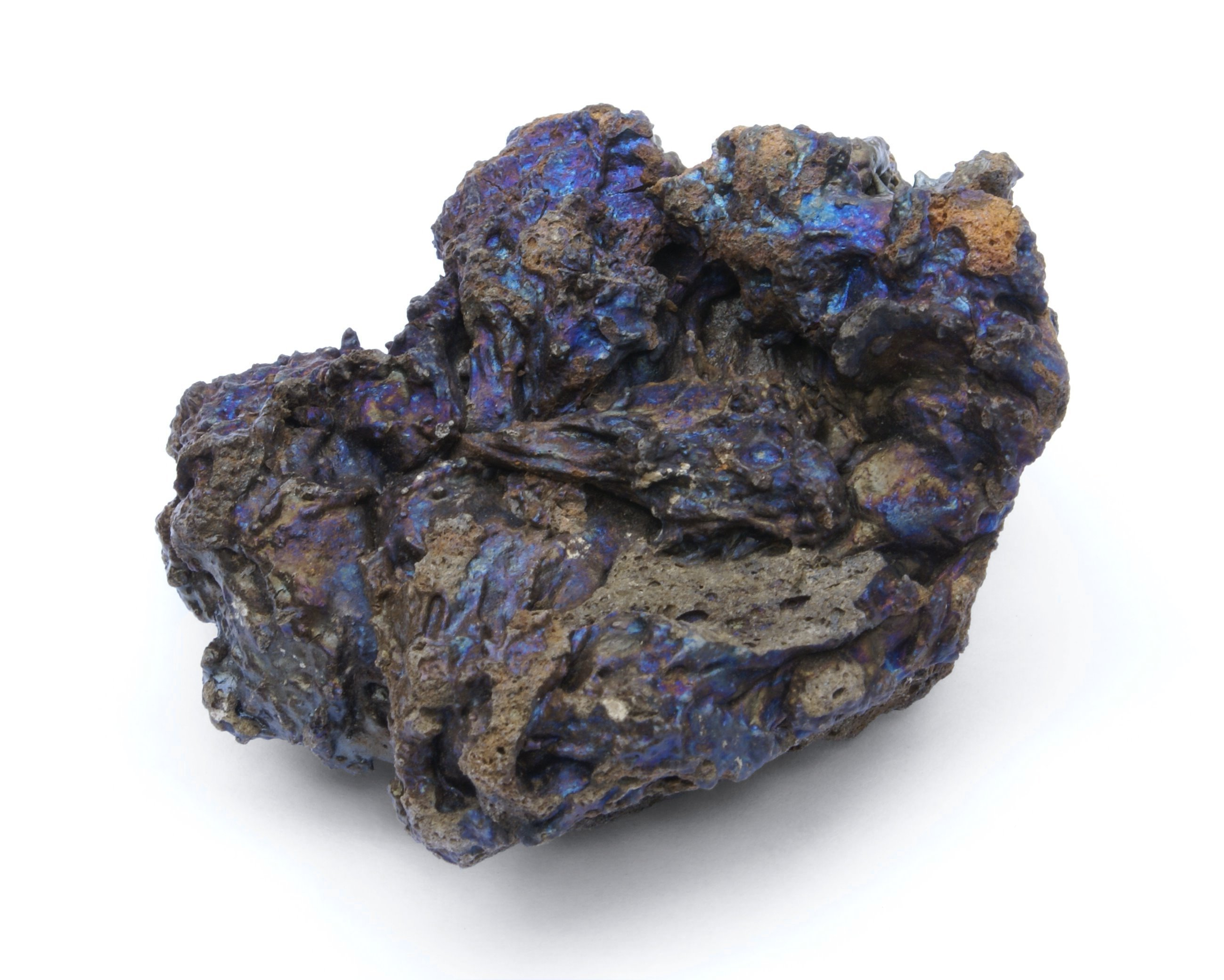
Skoria

Scoria – skorupa na powierzchni lawy cechująca się dużą porowatością dającą w efekcie gąbczastą strukturę. Przeważnie związana jest z lawami o składzie bazaltu.
Terminem scoria określa się także lapille zbudowane z bardzo porowatej, gąbczastej lawy bazaltowej.